# Umtshezi

Gemeindegebiet bis 2016

Wappen der Gemeinde

Umtshezi (auch uMtshezi, englisch Umtshezi Local Municipality) war eine Gemeinde im südafrikanischen Distrikt Uthukela in der Provinz KwaZulu-Natal. Verwaltungssitz der Gemeinde war Estcourt. B. D. Dlamini war der letzte Bürgermeister. Der ANC stellte zuletzt die Mehrheit im Gemeinderat. Die Gemeinde ging 2016 in der Gemeinde Inkosi Langalibalele auf.
Der Name der Gemeinde kommt von der isiZulu-Bezeichnung für den Bushman River. 2011 hatte die Gemeinde 83.153 Einwohner. Sie deckte ein Gebiet von 1972 Quadratkilometern ab.

## Geografie
Umtshezi lag im westlichen Teil der Provinz. Im Nordwesten grenzte Umtshezi an die Gemeinden Alfred Duma und Okhahlamba, im Nordosten ebenfalls an Alfred Duma und im Osten an Msinga. Südöstlich der Gemeinde lag Mpofana und südwestlich befand sich Imbabazane, mit der es 2016 fusionierte. Die Entfernung zu Durban betrug ungefähr 165 Kilometer in südöstlicher Richtung. Johannesburg liegt 400 Kilometer nordwestlich der damaligen Gemeinde. Die N3, die Durban und Johannesburg verbindet, verläuft durch den westlichen Teil des damaligen Gemeindegebiets. Die Städte in der Gemeinde waren Estcourt – das Zentrum der Gemeinde – und Weenen.

## Wirtschaft
Die wirtschaftlichen Aktivitäten in Umtshezi konzentrierten sich auf Landwirtschaft, Fertigungsindustrie und Tourismus. Die Gemeinde bot gute Voraussetzungen für die industrielle Produktion. Verkehrstechnisch war Umtshezi über die N3 und die Bahnstrecke Durban–Johannesburg gut angebunden. Auch die elektrische Infrastruktur und die Wasserversorgung über den Wagendrift Dam waren gut und kostengünstig etabliert. Allerdings konnte eine Abwanderung der Industrie zu größeren Zentren nicht aufgehalten werden. Regional wichtige Unternehmen in der Gemeinde waren:
- Eskort Bacon Factory, ein Würstchen- und Fleischproduzent
- Nestlé und
- Masonite, ein holzverarbeitender Betrieb

Außerdem wurden Glas-, Nylon- und Textilprodukte in der Gemeinde hergestellt und Mais angebaut. Ungefähr 60 Prozent der Produktionsindustrie verarbeitete die landwirtschaftlichen Produkte weiter, hauptsächlich Fleisch- und Milchprodukte.
Umtshezi lag in der Nähe des uKhahlamba-Drakensberg-Park, einer UNESCO-Welterbestätte. Auch die landschaftliche Attraktivität mit Bergen, Flusstälern (uThukela River und Bushman River) boten der Gemeinde ein großes Potenzial für den Tourismus. Insbesondere im Einzugsgebiet des Bushman River gab es Möglichkeiten für den Ökotourismus.

## Sehenswürdigkeiten
- Wagendrift Nature Reserve
- Weenen Game Reserve
- Moor Park Game Reserve[2]